# 天苑增六
波江座4，又名CD-24 1336，HD 18454、SAO 168183、HR 883，是波江座的一颗恒星，视星等为5.45，位于銀經213.46，銀緯-61.47，其B1900.0坐标为赤經2h 52m 56.9s，赤緯-24° -61.47′ 47″。